# Jeff Goldblum
Jeffrey Lynn "Jeff" Goldblum, född 22 oktober 1952 i West Homestead (en förort till Pittsburgh) i Pennsylvania, är en amerikansk skådespelare och jazzpianist. Goldblum har varit med i många av Hollywoods succéfilmer, såsom Jurassic Park (1993), Independence Day (1996) och The Lost World: Jurassic Park (1997).
Jeff Goldblum var gift med Geena Davis 1987–1990. Sedan 2014 är Goldblum gift med Emilie Livingston med vilken han har sönerna Charlie Ocean och River Joe.

## Filmografi (i urval)
- 1974 – Death Wish – våldets fiende nr 1
- 1974 – California Split
- 1975 – Nashville
- 1976 – Blåst på 100.000 dollar$
- 1976 – Next Stop, Greenwich Village
- 1976 – St. Ives
- 1977 – Annie Hall
- 1977 – Ondskans redskap
- 1978 – Världsrymden anfaller
- 1978 – Thank God It's Friday
- 1983 – Rätta virket
- 1983 – Människor emellan
- 1984 – Hotet från åttonde dimensionen
- 1985 – Silverado
- 1985 – Trassel i natten
- 1985 – Transylvanien, var god och dröj!
- 1986 – Flugan
- 1988 – Kroppskontakt av värsta graden
- 1988 – Pyramidens hemlighet
- 1989 – En lång en
- 1990 – Djävulens öga
- 1992 – Deep Cover
- 1993 – Jurassic Park
- 1995 – Nio månader
- 1995 – Powder
- 1995 – Gömstället
- 1996 – Independence Day
- 1996 – The Great White Hype
- 1996 – Mad Dog Time
- 1997 – The Lost World: Jurassic Park
- 1998 – Prinsen av Egypten (röst)
- 1998 – Holy Man
- 2000 – Chain of Fools
- 2000 – Auggie Rose
- 2001 – Som hund och katt
- 2002 – Igby Goes Down
- 2002 – Run Ronnie Run (ej krediterad)
- 2003 – Dallas 362
- 2004 – Life Aquatic
- 2005 – Will & Grace (TV-serie) (tre avsnitt)
- 2006 – Man of the Year
- 2006 – Sex, Lies & Murder
- 2006 – Fay Grim
- 2008 – Adam Resurrected
- 2009–2010 – Law & Order (TV-serie) (24 avsnitt)
- 2010 – Pappa på burk
- 2010 – Morning Glory
- 2012 – Tim and Eric's Billion Dollar Movie
- 2012 – Zambezia (röst)
- 2012–2015 – Portlandia (TV-serie) (sju avsnitt)
- 2013 – Le Week-End
- 2014 – The Grand Budapest Hotel
- 2015 – Mortdecai
- 2016 – Independence Day: Återkomsten
- 2017 – Thor: Ragnarök
- 2018 – Isle of Dogs (röst)
- 2018 – Jurassic World: Fallen Kingdom
- 2019 – Världen enligt Jeff Goldblum (TV-serie)
- 2021 – Baby-bossen 2: Familjeföretaget (röst)
- 2021 – What If...? (TV-serie) (röst)
- 2022 – Jurassic World Dominion
- 2023 – Asteroid City
- 2024 – Kaos (TV-serie)
- 2024 – Wicked
- 2025 – Wicked: For Good